# Голлі Мей Бруд
Голлі Мей Бруд (нід. Holly Mae Brood; нар. 25 листопада 1994, Амстердам) — нідерландська актриса, ведуча, танцівниця і співачка. 

## Біографія
Голлі Бруд народилась в Амстердамі 25 листопада 1994 року. З шести років вивчала хореографію. Брала участь у дитячих пісенних конкурсах, у тому числі - у «Дітях для дітей» у 2006 році. На дитячому конкурсі виконувала пісню «Найкрутіший ді-джей», а вже у 2008 році була учасницею конкурсу «Діти співають із зірками».
У 2011 році Голлі підготувала дует зі своїм батьком Германом Брудом.
У 2015 році Голлі Бруд отримала роль у фільмі "SneekWeek". Перша акторська робота була успішною. Акторці запропонували роль у фільмі "Hart Beat", а потім  запросили на прослуховування на роль Емі Кортенер у фільмі «Гарні часи, погані часи». У 2016 році вона зіграла головну роль у спін-оффі "Nieuwe Tijden."

### 2016—2017 роки
Голлі Мей Бруд також вперше почули у 2016 році як актрису озвучування у фільмі «Співай». Вона озвучила персонажа слона Міну. Наприкінці 2016 року Бруд знялася у фільмі «Невідомий Бруд», документальний фільм про життя її покійного батька та рок-н-рольного музиканта Германа Бруда.
Холлі виявила свій талант доведення у 2017 році на YouTube-каналі. З 2017—2018 років стала однією з постійних ведучих. Того року вона була кандидаткою на роль знаменитостей у співочій програмі. Вона потрапила до команди Вейлона, але була змушена залишити програму перед самим фіналом.
У тому ж році Бруд зіграла роль другого плану у фільмі «Белла Донна» і головну роль у серіалі «Пробуй», серії жахів для «Відеоленд».

#### 2018—2020 роки
У 2018 році Бруд сформувала танцювальний дует із Сою Крун у програмі RTL 4 Dance Dance Dance, їм вдалося виграти програму, пожертвувавши 100 000 євро для Spieren як премія за м'язи. Також вона знімалася в кінофільмах «Люди з Марса», «Все, що вам потрібно, це любов» і головною роллю в головному молодіжному фільмі «Вальс».
З 2019 року Бруд разом із фламандським ведучим Віктором Верхульстом представляє голландсько-фламандську версію шоу про знайомства.
У 2019 і 2020 роках Бруд грала роль Мемі в театральній виставі «Лазар», поставленій Іво ван Хоувом в Амстердамі. У 2020 році відбувся показ другого та третього сезонів серіалу Videoland Girls of Fun. У ньому Бруд зіграла роль Келлі Матулессі, помічниці Анджели Шиф. Також вона знялася в кінофільмі «Все так, як має бути».

#### Кіно
У 2021 році Бруд зіграла кілька ролей у кіно. Так у ролі Мела Бендісона в оригінальному фільмі Netflix «Поглинання», в якому вона грає головну роль, фільм був другим у десятці найкращих неанглійських фільмів у всьому світжня[що?] вже було переглянуто понад 25 мільйонів годин. З березня 2023 року вона знялася в серіалі Videoland Hockeyvaders.
| Film                         | Film                                | Film                                             | Film                                             |
| Jaar                         | Productie                           | Rol                                              | Opmerkingen                                      |
| ---------------------------- | ----------------------------------- | ------------------------------------------------ | ------------------------------------------------ |
| 2016                         | SneekWeek                           | Lisa                                             | Hoofdrol                                         |
| 2016                         | Hart Beat                           | Kate                                             | Bijrol                                           |
| 2016                         | Unknown Brood                       | Haarzelf                                         | Documentaire over haar vader Herman Brood        |
| 2016                         | Sing                                | Meena de Olifant                                 | Stem                                             |
| 2017                         | Bella Donna's                       | SM-winkelmedewerker                              | Bijrol                                           |
| 2018                         | Mannen van Mars                     | Josefien                                         | Hoofdrol                                         |
| 2018                         | All You Need Is Love                | Tatjana                                          | Bijrol                                           |
| 2018                         | Spider-Man: Into the Spider-Verse   | Gwen Stacy / Spider-Gwen                         | Stem                                             |
| 2019                         | The Lego Movie 2: The Second Part   | Generaal Chaos                                   | Stem                                             |
| 2019                         | Vals                                | Feline                                           | Hoofdrol                                         |
| 2020                         | Alles Is Zoals Het Zou Moeten Zijn  | Claudia                                          | Hoofdrol                                         |
| 2021                         | Raya and the Last Dragon            | Namaari                                          | Stem                                             |
| 2022                         | Sing 2                              | Meena de Olifant                                 | Stem                                             |
| 2022                         | Foodies                             | Lilian                                           | Hoofdrol                                         |
| 2022                         | The Takeover                        | Mel Bandison                                     | Hoofdrol                                         |
| 2022                         | De Gelaarsde Kat 2: De laatste wens | Goudlokje                                        | Stem                                             |
| 2023                         | Spider-Man: Across the Spider-Verse | Gwen Stacy / Spider-Gwen                         | Stem                                             |
| Televisie als actrice        |                                     |                                                  |                                                  |
| Jaar                         | Productie                           | Rol                                              | Opmerkingen                                      |
| 2016–2017                    | Goede tijden, slechte tijden        | Amy Kortenaer                                    | Bijrol                                           |
| 2016–2018                    | Nieuwe Tijden                       | Amy Kortenaer                                    | Vaste rol                                        |
| 2017                         | Dare                                | Faya                                             | Vaste rol                                        |
| 2019–2020                    | Meisje van plezier                  | Kelly Matulessy                                  | Vaste rol                                        |
| 2022                         | Flikken Maastricht                  | Kelly                                            | Bijrol in S16 E09                                |
| 2023                         | Hockeyvaders                        | Chimène                                          | Vaste rol                                        |
| Televisie als presentatrice  |                                     |                                                  |                                                  |
| Jaar                         | Productie                           | Opmerkingen                                      | Opmerkingen                                      |
| 2017–2018                    | Concentrate                         | Online platform van RTL                          | Online platform van RTL                          |
| 2018-2019                    | Hollands Next Make-Over             | op Videoland                                     | op Videoland                                     |
| 2019-heden                   | Love Island                         | Samen met Viktor Verhulst                        | Samen met Viktor Verhulst                        |
| Televisie (als deelneemster) |                                     |                                                  |                                                  |
| Jaar                         | Productie                           | Opmerkingen                                      | Opmerkingen                                      |
| 2014                         | Holland's Next Top Model            | Geëindigd op de 7e plek                          | Geëindigd op de 7e plek                          |
| 2016                         | Ik hou van Holland                  | Team Guus                                        | Team Guus                                        |
| 2017                         | It Takes 2                          | Geëindigd op de 5e plek                          | Geëindigd op de 5e plek                          |
| 2017                         | De Jongens tegen de Meisjes         | Team Chantal — Verliezend team                   | Team Chantal — Verliezend team                   |
| 2017                         | Een goed stel hersens               | Vormde een team met Jamai Loman                  | Vormde een team met Jamai Loman                  |
| 2017                         | The Big Music Quiz                  | Winnend team                                     | Winnend team                                     |
| 2018                         | Wie ben ik?                         | Team Tijl samen met Ferry Doedens — Winnend team | Team Tijl samen met Ferry Doedens — Winnend team |
| 2018                         | Dance Dance Dance                   | Winnend team, vormde duo met Soy Kroon           | Winnend team, vormde duo met Soy Kroon           |
| 2019                         | Weet ik Veel                        | 3e plaats                                        | 3e plaats                                        |
| 2019                         | Groeten uit 19xx                    | Samen met haar moeder Xandra en zus Lola         | Samen met haar moeder Xandra en zus Lola         |
| 2021                         | De Verraders                        | als Verrader                                     | als Verrader                                     |
| 2023                         | DNA Singers                         | panellid                                         | panellid                                         |
| 2023                         | Alles is Muziek                     | teamleider                                       | teamleider                                       |
| 2023                         | Secret Duets                        | gastpanellid                                     | gastpanellid                                     |

## Особисте життя
Голлі Мей носить прізвище вітчима Германа Бруда. У неї є зведена сестра, Лола Поп Брод. З серпня 2016 року Бруд перебуває у стосунках з актором Сою Круном.

## Театр
- Різдвяне шоу: Різдвяна пісня (2017), як Емілі[8]
- Lazarus (мюзикл) (2019—2020), як Maemi.